# 白岩乡 (汉源县)
白岩乡，是中华人民共和国四川省雅安市汉源县曾经下辖的一个乡。

## 行政区划
白岩乡撤销前下辖以下地区：
中海村、双海村、两河村、伏龙村、桃弯村、虫林村和向明村。